# Jakab Cseszneky

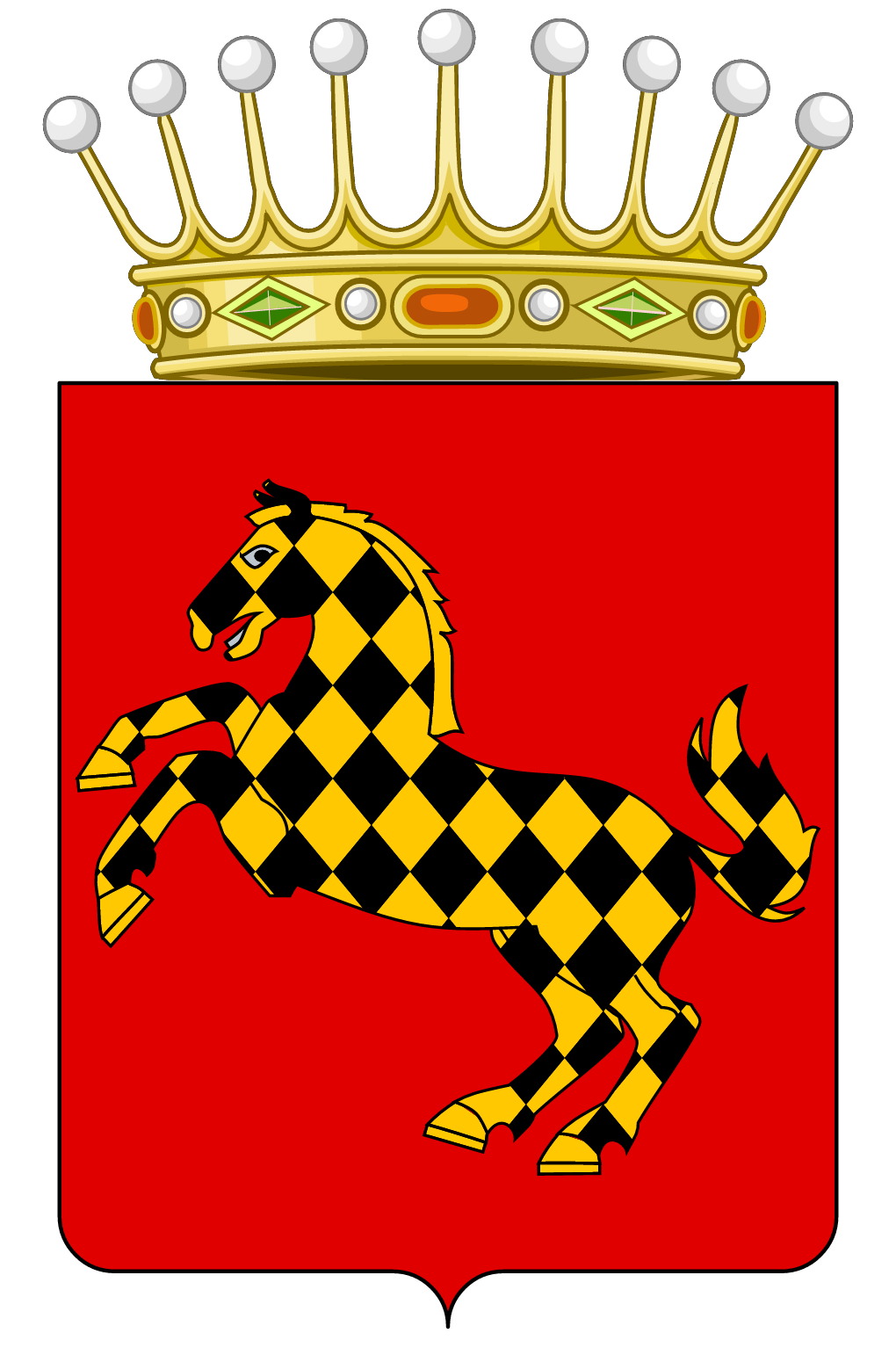
Blazonul familiei Cseszneky

Jakab Cseszneky (n. secolul al XIII-lea – d. mileniul II) a fost un aristocrat maghiar din secolul al 13-lea. A fost fiul lui Mihály, membru al clanulului Bána, și paj al lui Andrei al II-lea.
El a devenit purtător de arme al regelui Béla al IV-lea al Ungariei și a purtat, de asemenea, titlul de conte de Trencsén. În jurul anului 1263 a construit castelul de la Csesznek, în stil gotic, situat în munții Bakony, el și descendenții săi poartă numele de familie după acest castel: Cseszneky.
Soția lui a fost fiica lui Márk Trencséni, din clanulul Csák. A avut cinci fii, Miklós, Lőrinc, Szomor, Pál și Mihály, susținători ai lui Ladislau al IV-lea al Ungariei și Carol Robert de Anjou și au luptat cu succes împotriva marelui feudal Csák Máté.

## Bibliogtrafie
- Györffy György: Az Árpád-kori Magyarország történeti földrajza
- The castle of Csesznek
- Szilágyi Sándor: A Magyar Nemzet Története